# 양사언 백형가 전계명문 및 양만고 간찰
양사언 백형가 전계명문 및 양만고 간찰(楊士彦 伯兄家 傳繼明文 및 楊萬古 簡札)은 경상북도 안동시 옥동에 있는 조선시대의 문서이다. 2015년 12월 28일 경상북도의 문화재자료 제635호로 지정되었다.

## 개요
이 문서는 가정(嘉靖) 39년(1560) 3월 16일에 재산상속을 위해 작성한 전계명문(傳繼明文) 1건과 양사언의 아들 양만고가 강원아사(江原亞使) 호연(浩然)에게 보낸 간찰(簡札) 1통 등 서로 다른 2건을 하나의 절첩본(折帖本)으로 묶어 배접해 놓은 것이다.
전계명문은 양사언의 큰형수가 자신의 장자 양운(楊雲), 가옹(家翁), 차자 양림(楊霖)의 얼녀(孼女) 등 3인에게 노비와 전답을 물려준 내용으로, 조선전기 희귀한 분재문기의 일종이란 점과 아울러 학술사적으로 중요한 위치에 있는 양사언 집안의 종가와 관련된 문건이란 점에서 자료적 가치가 인정된다.
간찰을 쓴 양만고는 양사언의 아들로서 그 또한 글씨와 문장으로 유명한 인물이다. 양사언 관련 낱장문서가 현재 보물로 지정된 예가 많다는 점 등을 고려하여 문화재자료(文化財資料)로 지정한다.

## 같이 보기
- 양사언

## 참고 자료
- 양사언 백형가 전계명문 및 양만고 간찰 - 국가유산청 국가유산포털